# Alcohol 120%
Pour les articles homonymes, voir Alcohol.
Alcohol 120% (lire « 120 degrés ») est un logiciel de sauvegarde/copie de disque externe (CD/DVD) pour le système d'exploitation Windows.
Il utilise le format de Media Descriptor (MDS) pour le stockage des images disques.
Ce logiciel crée une image disque identique, trait pour trait, au disque original. Il peut les émuler en créant un lecteur CD/DVD virtuel, que Windows intègre comme un périphérique SCSI (et donc peut gêner les protections du type StarForce ou Securom). Il peut aussi graver ces images sur un CD-R/RW, reformant ainsi le CD original sur un CD gravé. Toutefois certains logiciels, jeux ou autres ne reconnaîtront pas celui-ci comme original, à cause d’une protection avancée.
Les DVD protégés par la technologie CSS ne peuvent pas être reproduits par ce logiciel.
Les sites de certains distributeurs de Alcohol 120%, ainsi que les conditions générales de l'éditeur, expliquent que tout licencié doit se conformer aux lois de son pays et que les lois de certains États rendent illégales l'utilisation de ce logiciel sur certains médias.
Il existe également une version qui ne permet que l'émulation sans la gravure, Alcohol 52%.